# شاپرک قفقازی
شاپرک قفقازی (نام علمی: Coleophora caucasica) نام یک گونه از سرده غلاف‌دارها است.